# Hariaczkiwka
Hariaczkiwka (ukr. Гарячківка) – wieś na Ukrainie, w obwodzie winnickim, w rejonie tulczyńskim. W 2001 liczyła 2334 mieszkańców, wśród których 2326 wskazało jako język ojczysty ukraiński, 7 rosyjski, a 1 mołdawski.